# Абраменко Галина Хазбечирівна
Галина Хазбечирівна Абраменко (12 січня 1945, місто Челябінськ, тепер Російська Федерація) — радянська діячка, секретар партійного комітету заводу «Гран» міста Орджонікідзе (Владикавказу) Північно-Осетинської АРСР. Член Центральної контрольної комісії КПРС у 1990—1991 роках.

## Життєпис
У 1962—1964 роках — робітниця скляного заводу міста Орджонікідзе Північно-Осетинської АРСР.
У 1964—1980 роках — робітниця, технік-технолог, старший технолог, начальник цеху заводу «Гран» міста Орджонікідзе Північно-Осетинської АРСР.
У 1972 році закінчила Північно-Кавказький гірничометалургійний інститут.
Член КПРС з 1972 року.
У 1980—1991 роках — секретар партійного комітету (парткому) заводу «Гран» міста Орджонікідзе (Владикавказу) Північно-Осетинської АРСР.
Подальша доля невідома.